# Astragalus hyalinus
Astragalus hyalinus es una especie de planta del género Astragalus, de la familia de las leguminosas, orden Fabales.

## Distribución
Astragalus hyalinus se distribuye por Estados Unidos.

## Taxonomía
Fue descrita científicamente por M. E. Jones. Fue publicada en Proc. Calif. Acad. Sci. ser. 2, 5: 648 (1895).